# Heliconia episcopalis
Heliconia episcopalis är en enhjärtbladig växtart som beskrevs av Vell. Heliconia episcopalis ingår i släktet Heliconia och familjen Heliconiaceae. Inga underarter finns listade.

## Bildgalleri

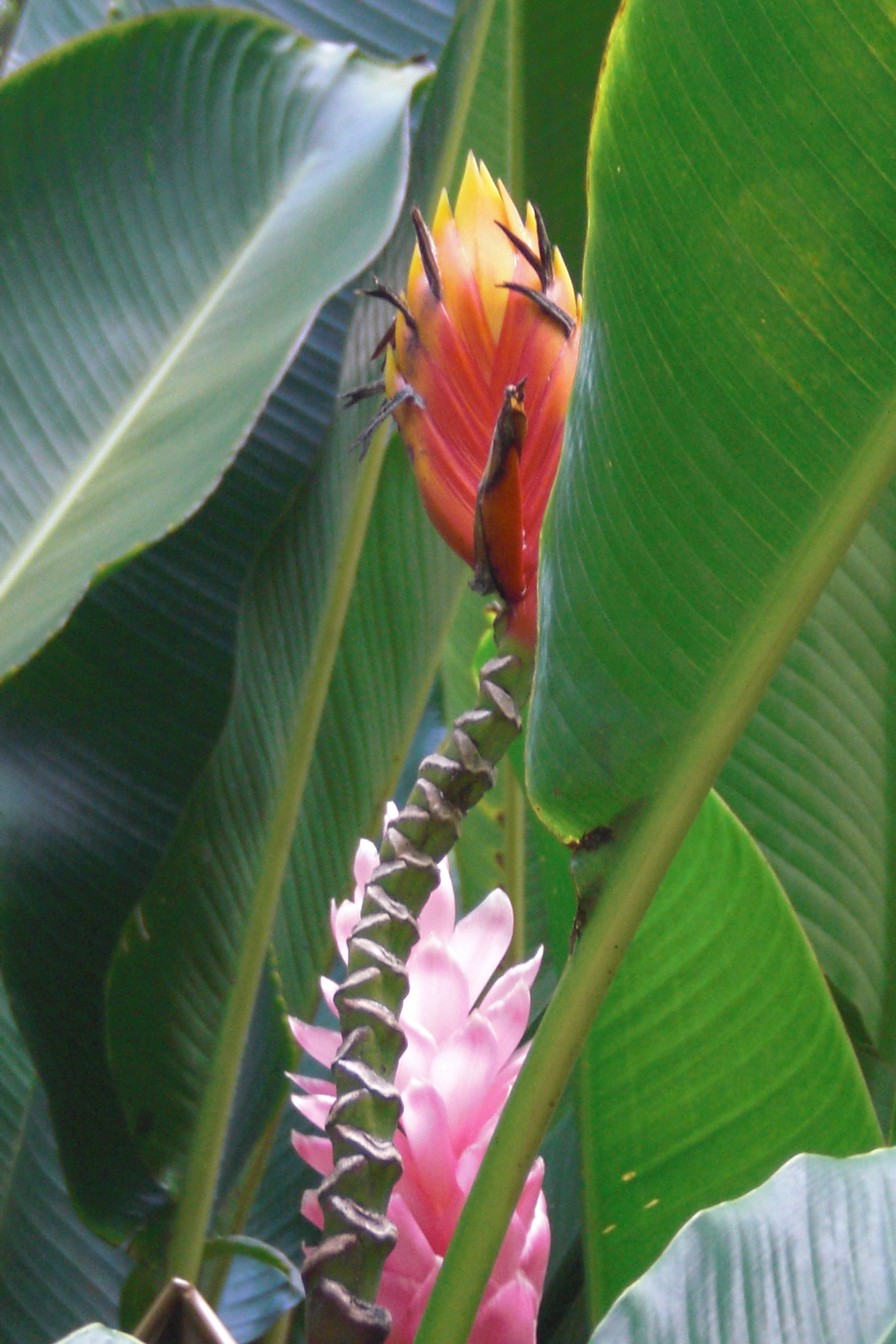